# Louis Blondel
Pour les articles homonymes, voir Blondel.
Louis Blondel, né le 24 novembre 1885 à Genève et mort dans la même ville le 17 janvier 1967, est un archéologue suisse. Il fut en particulier le premier directeur du service archéologique cantonal de Genève.

## Formation
Après avoir passé sa maturité, Louis Blondel commença des études d’architecture, d’abord à Genève puis à l’étranger. Il étudia à l’école polytechnique de Munich, il fit un séjour à Rome et un stage à Paris.
Après avoir terminé ses études, il collabora au dictionnaire historique et biographique de la Suisse. Il obtint rapidement un poste à l’État de Genève, à la direction du « Vieux Genève ».

## Carrière professionnelle
Un poste d’archéologue cantonal fut créé en 1923. Il l’occupa et dirigea le service archéologique cantonal jusqu'en 1963.
En tant qu’archéologue cantonal, Louis Blondel mena diverses fouilles dans le canton de Genève. Durant les années vingt, pendant une baisse historique des eaux du Léman, il étudia abondamment les palafittes découvertes dans la rade de Genève. Mais son travail consista surtout à surveiller les chantiers immobiliers et à procéder à des fouilles préventives avant les constructions de nouveaux bâtiments. Des fouilles importantes eurent lieu lors de la destruction du quartier du Seujet en 1931. Il découvrit le fameux « pont de César ».
Archéologue et historien, il était surtout intéressé par l’histoire de l’ancien diocèse de Genève (qui avait recouvert autrefois tout le canton de Genève une partie du canton de Vaud, de la Haute-Savoie et de l’Ain). Il se passionna pour l’architecture castrale médiévale et devient un spécialiste des châteaux de la région. Il mena de nombreuses fouilles au cours de sa carrière, surtout à Genève et dans le canton du Valais, où la fonction d’archéologue cantonal n’existait pas.
Louis Blondel fut un membre éminent de plusieurs associations, notamment la Société d’histoire et d’archéologie de Genève (SHAG), la société suisse de préhistoire (de 1934 à 1943), la section genevoise du Heimatschutz, etc. Il fit partie de la commission fédérale des monuments historiques, dont il fut le vice-président pendant dix-sept ans.
Sa vision de l’archéologie était orientée principalement sur l’architecture. Sur le plan institutionnel, le service archéologique eut peu de liens avec les musées et avec l’Université de Genève.

## Autres activités
Parallèlement à ses activités professionnelles, Louis Blondel est connu pour avoir été un des fondateurs du scoutisme en Suisse (il fut « chef scout fédéral » en 1934). Il participa aussi à la politique locale comme conseiller administratif de sa commune, Lancy, et ce pendant vingt-huit ans. Il était membre du parti libéral (droite). Il fut enfin engagé aussi sur le plan militaire. Pendant la Première Guerre mondiale, il servit comme premier-lieutenant dans le Bataillon 13, et il s’engagea dans les « gardes locales » de Genève durant la Seconde Guerre mondiale. Marié à Claire Bonnard, en 1920, il eut deux enfants.